# Keep the Faith
Keep The Faith é o quinto álbum de estúdio (cujo nome original era "Revenge") da banda Bon Jovi, lançado nos Estados Unidos em 1992.
É o primeiro sucesso comercial da banda considerado por muitos como o "verdadeiro" primeiro álbum do grupo, contendo letras mais políticas do que românticas, o álbum traz uma mensagem crítica da sociedade. Nele a banda assume também um novo visual, mudando os cabelos, entrando de fato na década de 90, onde eles deixam o glam de lado e começam a exibir traços de hard. O disco vendeu mais de doze milhões de cópias pelo mundo[carece de fontes?].

## Faixas
| N.º | Título                                                    | Compositor(es)                              | Duração |  |
| 1.  | "I Believe"                                               | Jon Bon Jovi                                | 5:59    |  |
| 2.  | "Keep the Faith"                                          | Desmond Child; Jon Bon Jovi; Richie Sambora | 5:46    |  |
| 3.  | "I'll Sleep When I'm Dead"                                | Desmond Child; Jon Bon Jovi; Richie Sambora | 4:42    |  |
| 4.  | "In These Arms"                                           | Jon Bon Jovi; Richie Sambora                | 5:20    |  |
| 5.  | "Bed of Roses"                                            | Jon Bon Jovi                                | 6:34    |  |
| 6.  | "If I Was Your Mother"                                    | Jon Bon Jovi; Richie Sambora                | 4:27    |  |
| 7.  | "Dry County"                                              | Jon Bon Jovi                                | 9:52    |  |
| 8.  | "Woman in Love"                                           | Jon Bon Jovi                                | 3:48    |  |
| 9.  | "Fear"                                                    | Jon Bon Jovi                                | 3:07    |  |
| 10. | "I Want You"                                              | Jon Bon Jovi                                | 5:47    |  |
| 11. | "Blame It on the Love of Rock & Roll"                     | Jon Bon Jovi; Richie Sambora                | 4:23    |  |
| 12. | "Little Bit of Soul"                                      | Jon Bon Jovi; Richie Sambora                | 5:44    |  |
| 13. | "Save a Prayer" (Apenas nas versões japonesa e européia.) | Jon Bon Jovi; Richie Sambora                | 5:57    |  |
| 14. | "Starting All Over Again" (Apenas na versão japonesa.)    | Jon Bon Jovi; Richie Sambora                | 3:47    |  |

### Special Edition bonus CD
Foi gravado ao vivo em Tampa (Flórida) na turnê do álbum Keep the Faith.
| Keep the Faith - Live (Bonus Disc) |                                |         |  |
| N.º                                | Título                         | Duração |  |
| 1.                                 | "Keep the Faith"               | 6:38    |  |
| 2.                                 | "In These Arms"                | 5:58    |  |
| 3.                                 | "Blaze of Glory"               | 5:50    |  |
| 4.                                 | "I'll Be There for You"        | 6:30    |  |
| 5.                                 | "Lay Your Hands on Me"         | 5:30    |  |
| 6.                                 | "Bad Medicine"                 | 8:26    |  |
| 7.                                 | "Bed of Roses (acústico)"      | 4:20    |  |
| 8.                                 | "Never Say Goodbye (acústico)" | 5:30    |  |

## Formação
- Jon Bon Jovi - vocal principal, guitarra base
- Richie Sambora - guitarra solo, vocal de apoio
- Tico Torres - bateria
- David Bryan - teclado, vocal de apoio
- Alec John Such - baixo, vocal de apoio

## Gráfico
| Ano  | Posições | Posições | Posições | Posições | Posições | Posições | Posições | Posições | Posições | Posições | Posições | Posições | Posições | Posições |
| Ano  | US       | CAN      | UK       | GER      | SUI      | SWE      | NOR      | FIN      | AUT      | AUS      | NZ       | JPN      | EUR      | WW       |
| ---- | -------- | -------- | -------- | -------- | -------- | -------- | -------- | -------- | -------- | -------- | -------- | -------- | -------- | -------- |
| 1992 | 5        | 1        | 1        | 2        | 3        | 3        | 7        | 1        | 3        | 1        | 15       | 3        | 1        | 1        |

## Certificações
| Ano  | Certificações | Certificações | Certificações | Certificações | Certificações | Certificações | Certificações |
| Ano  | US            | CAN           | UK            | GER           | SUI           | AUS           | JPN           |
| ---- | ------------- | ------------- | ------------- | ------------- | ------------- | ------------- | ------------- |
| 1992 | 2× Platina    | 5× Platina    | Platina       | Platina       | 3× Platina    | 3× Platina    | Platina       |